# Acanthoscurria minor
Acanthoscurria minor är en spindelart som beskrevs av Anton Ausserer 1871. Acanthoscurria minor ingår i släktet Acanthoscurria och familjen fågelspindlar.
Artens utbredningsområde är Guyana. Inga underarter finns listade i Catalogue of Life.